# تپلوهیرسک
۴۸°۳۵′۴۸″ شمالی ۳۸°۳۴′۵۸″ شرقی / ۴۸٫۵۹۶۶۷°شمالی ۳۸٫۵۸۲۷۸°شرقی
شهر تپلوهیرسک (به روسی: Теплогірськ) در استان لوهانسک در کشور اوکراین واقع شده‌است. جمعیت این شهر ۱۳٬۰۵۳ نفر  است.